# London Buses
London Buses — дочірня компанія корпорації Transport for London (TfL), яка керує більшістю автобусних перевезень у Лондоні, столиці Англії. Він був створений після прийняття Закону про адміністрацію Великого Лондона 1999 року, який передав контроль над автобусними послугами компанії London Regional Transport, яка підпорядковується меру Лондона.

## Правовий статус
Юридичною особою London Buses є London Bus Services Limited (LBSL), дочірня компанія, що повністю належить Transport for London. East Thames Buses — це торгова назва іншої дочірньої компанії TfL, що повністю належить TfL, і називається London Buses Limited (LBL).
LBL було створено 1 квітня 1985 року і їй належали декілька приватизованих маршрутів.

## Область застосування
Місцева автобусна мережа в Лондоні є однією з найбільших і найрозгалуженіших у світі. Станом на березень 2024, 8776 автобусів працювало на понад 670 різних маршрутах. У 2019/20 році було здійснено 2,09 мільярда пасажирських поїздок.

## Транспортні засоби
Станом на березень 2024, парк лондонських автобусів нараховує 8776 автобусів, включаючи 3826 гібридних автобусів, 1397 акумуляторних електробусів, та 20 автобусів на водневих паливних елементах. З 2006 року всі автобуси мають низьку підлогу. Лондон — одне з перших великих міст у світі, яке досягло цього.
Різні автобусні оператори, які надають послуги за контрактом з London Buses, експлуатують широкий спектр транспортних засобів, єдиною очевидною спільною рисою є використання переважно червоного забарвлення, обов'язкового з 1997 року, а також пофарбованих у білий колір дахів із ідентифікаційними позначками на даху. Білий колір не дає автобусу швидко нагріватися влітку. Нововведення вперше представлене у 2006 році.

### Кондиціонер
Станом на 2024 рік у жодному лондонському автобусі не було кондиціонерів для пасажирів. Для кабіни водія передбачено кондиціонер, а для двоповерхових автобусів — повітряне охолодження верхнього ярусу, що дозволяє знизити температуру від 35 до 30 °C. З 2024 року майбутня специфікація вимагатиме повітряного охолодження для зниження температури з 35 °C до 26 °C. Це буде доступно на одноповерхових автобусах і на обох палубах двоповерхових автобусів. У нових електричних одноповерхових автобусах використовується система кондиціонування повітря з відведенням вологи.

## iBus
Усі лондонські автобуси використовують систему London iBus, систему автоматичного визначення місця розташування транспортного засобу, яка надає пасажирам аудіовізуальні повідомлення та здатна активувати пріоритет на транспортних розв'язках. Систему випробували 2006 року й застосували на всіх автобусних маршрутах до 2009 року.